# Alessandro Valerio
Alessandro Valerio (18 de maig de 1881 – 30 de maig de 1955) va ser un genet italià que va competir a començaments del segle xx.
El 1920 va prendre part en els Jocs Olímpics d'Anvers, on va disputar la prova del salts d'obstacles individual, amb el cavall Cento, del programa d'hípica. En ella guanyà la medalla de plata.